# Giardino di Villa Mylius
Il giardino didattico di Villa Mylius è un parco pubblico comunale situato a Sesto San Giovanni. In origine il giardino era annesso alla Villa Mylius, divenne solo in tempi recenti, una struttura indipendente ed un parco botanico nel quale si svolgono attività didattiche con gli alunni delle scuole di Sesto San Giovanni. Ha una superficie di circa 4000 metri quadrati ed ha al suo interno un laghetto, una serra, alcune aiuole didattiche, un padiglione e diverse specie botaniche di particolare interesse. Il giardino fa parte della Rete dei giardini storici.

## Storia
Creato nel 1770, divenne dal 1804 di proprietà di Enrico Mylius, ricco imprenditore locale del settore serico. Esistono poche informazioni negli archivi sulla struttura originaria. Il giardino, impostato secondo la tradizione italiana classica è stato rimaneggiato nel corso dei secoli secondo le mode del momento. Divenne di proprietà comunale nel 1928 a seguito dell'acquisizione della villa. Dopo la separazione dalla villa, il giardino è stato riutilizzato a scopi didattici. È stato anche sede di un piccolo zoo con caprette, daini, conigli, oche e galline ed alcune voliere contenenti rapaci, gufi, cornacchie, corvi ed uccellini. Nel 2011 è stato riqualificato e ristrutturato.

## Flora
Nel giardino si trovano specie arboree caratteristiche, tra le quali:
- Acero tridente (Acer buergerianum)
- Acero palmato (Acer palmatum)
- Acca sellowiana
- Abete bianco (Abies alba)
- Catalpa bignoniaceae
- Bagolaro (Celtis australis)
- Albero di giuda (Cercis siliquastrum)
- Cipresso (Cupressus sempervirens)
- Davidia involucrata
- Magnolia grandiflora
- Magnolia stellata
- Mahonia
- Lagerstroemia indica
- Nocciolo contorto (Corylus avellana contorto)
- Noce nero (Juglans nigra)
- Metasequoia glyptostroboides
- Ulivo (Olea europaea)
- Parrotia persica
- Pino da pinoli (Pinus pinea)
- Farnia (Quercus robur)
- Quercia rossa (Quercus rubra)
- Quercia da sughero (Quercus suber)
- Tiglio (Tilia platyphyllos)
- Tasso (Taxus baccata)

alberi da frutta e vari arbusti.

## Laghetto
Nell'interno del giardino, di fronte alla serra, si trova uno stagno di circa 360 metri quadrati, attraversato da un ponticello di legno che lo separa da un'area con piante palustri. Questa zona funziona come un depuratore delle acque con un triplice sistema di filtraggio
- meccanico: le sostanze grossolane vengono trattenute dalla ghiaia di varie dimensioni.
- fitologico: le sostanze inquinanti vengono assorbite dalle radici.
- biologico: le sostanze tossiche vengono ossidate e degradate dai batteri.

La filtrazione è attiva 24 ore su 24 tramite una pompa che, forzatamente, fa circolare l'acqua del laghetto al sistema di filtraggio.
Nel laghetto si trovano numerose tartarughe acquatiche, pesci rossi, carpe comuni, carpe specchio, carpe giapponesi Koi e gambusie.

## Serra
La serra, situata a fianco dell'ingresso principale, è aperta alla cittadinanza e alle scuole e gestita dai volontari dell'associazione Fior di Mylius Archiviato il 25 marzo 2014 in Internet Archive.. Nella serra sono presenti numerose piante carnivore, piante grasse, orchidee, alcuni bonsai, varietà ornamentali e d'appartamento, esempi di piccoli giardini che ricordano ambientazioni con piante tropicali e grasse e tre acquari. Al suo interno si svolgono attività come la semina, il trapianto, la potatura e la riproduzione mediante talee o margotta, la cura ed il recupero di piante, incontri tematici e laboratori di botanica.